# Dolf Wong Lun Hing
Adolf Egbert Adriaan Marie (Dolf) Wong Lun Hing (Roermond, 7 mei 1921 – Neer, 26 april 2017) was een Nederlands beeldhouwer en tekenaar.

## Leven en werk
Wong Lun Hing (of kortweg Wong) werd geboren als zoon van een huisarts in Roermond met een Chinees-Surinaamse familienaam. Van moederskant is hij een kleinzoon van de architect Caspar Franssen. Hij wilde aanvankelijk medicijnen studeren, maar koos uiteindelijk voor de kunst. Hij volgde, net als zijn broer Jos, een opleiding aan de Rijksakademie van beeldende kunsten in Amsterdam, waar hij les had van onder meer Jan Bronner.
Een van zijn eerste beelden was de Jubileumfontein in Roermond, waarvoor hij in 1946 de opdracht kreeg. Het beeld, onthuld in 1948, werd door de mannen van de stad aangeboden aan de vrouwen als eerbetoon voor hun moedige gedrag tijdens de Tweede Wereldoorlog. Wong deed niet mee aan de hang naar het abstracte, die in de jaren zestig opkwam, zijn werk is altijd figuratief van aard gebleven. Dat blijkt onder meer ook uit zijn Meisje met meeuwen, geplaatst op een grote zwerfkei, dat op 16 juni 1967 ter herinnering aan de plechtige ingebruikstelling van de Willem-Alexander Haven in Roermond onthuld werd door Prinses Beatrix en Prins Claus.
In 1982 werd Wong door journalist ... gevraagd om de kop, armen en Christuskind te maken van de stadsreus Sjtuf die met de viering van het 750-jarig bestaan van de stad Roermond in een historische optocht meeliep in de stoet.
Dolf Wong Lun Hing overleed in 2017 op 95-jarige leeftijd.

## Werken in de openbare ruimte (selectie)
- Jubileumfontein (1948), Roermond
- St. Jacobus de Meerdere (1953), Roermond
- Haan (1965), Hegelsom
- Pierre Massy (1967), Roermond
- Meisje met meeuwen (1967), Roermond
- Schinderhannes (1973), Roermond
- Zwemster (1975), Roermond
- Twee herten (1975), Roermond
- Wolf (1977), Rijen
- De looier (1979), Dongen
- De jager (1982), Tollebeek
- Pelikaan (1988), Roermond
- Schaapskudde (1988), Venray
- Ruiterbeeldje (1994), Venlo

## Galerij

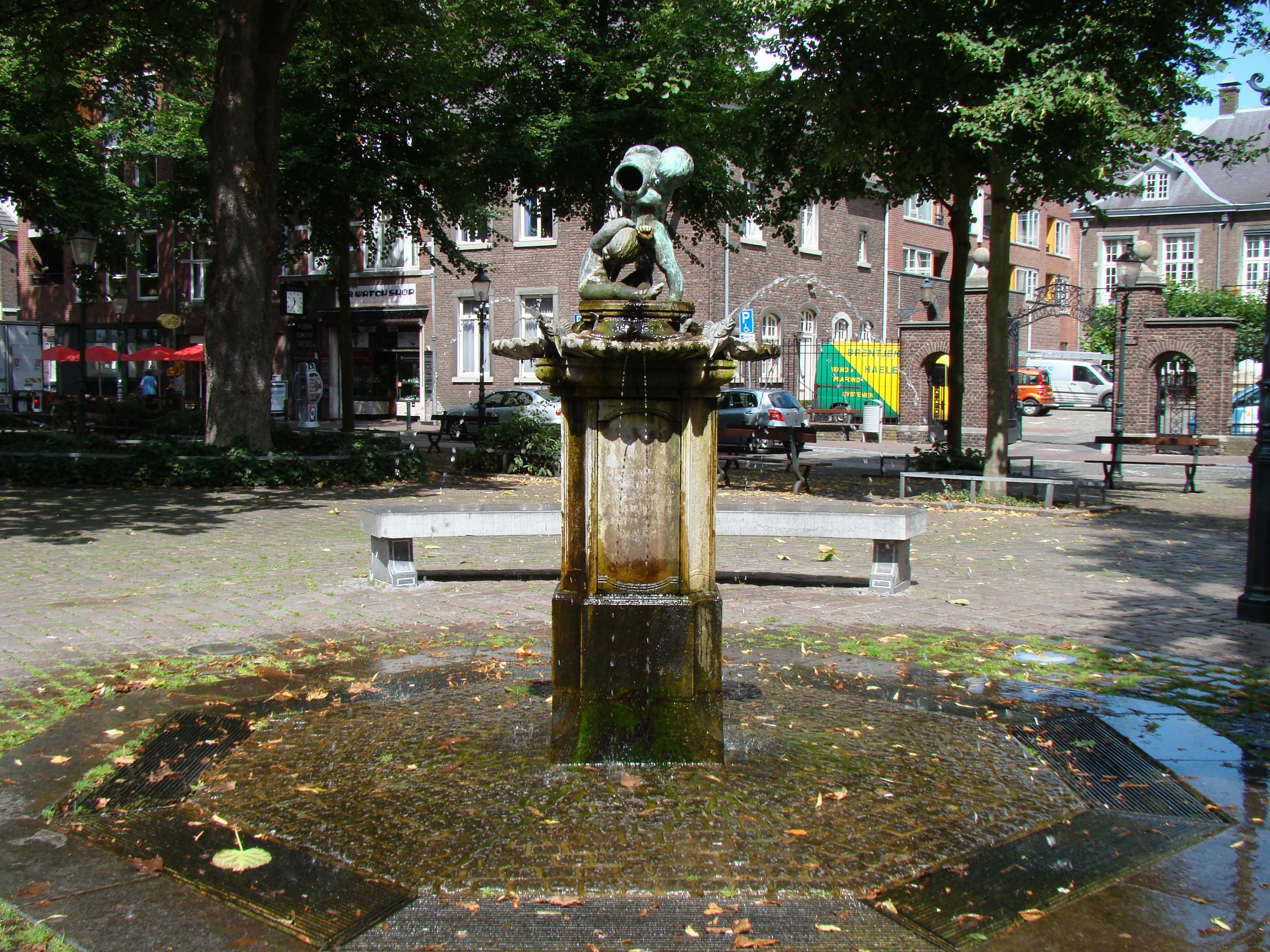
Jubileumfontein, Roermond
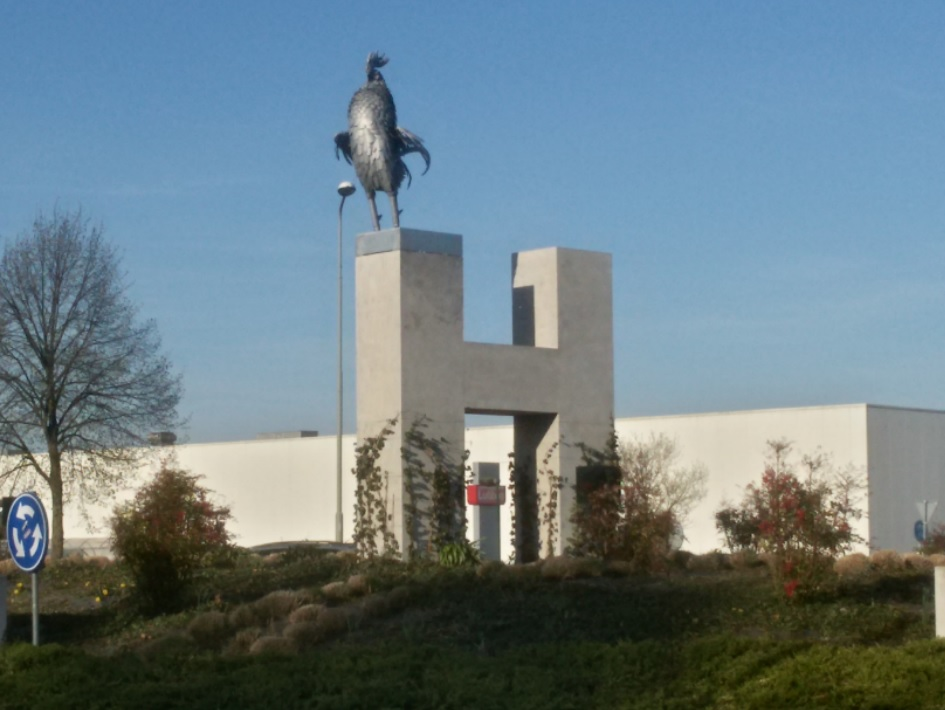
Haan, Hegelsom
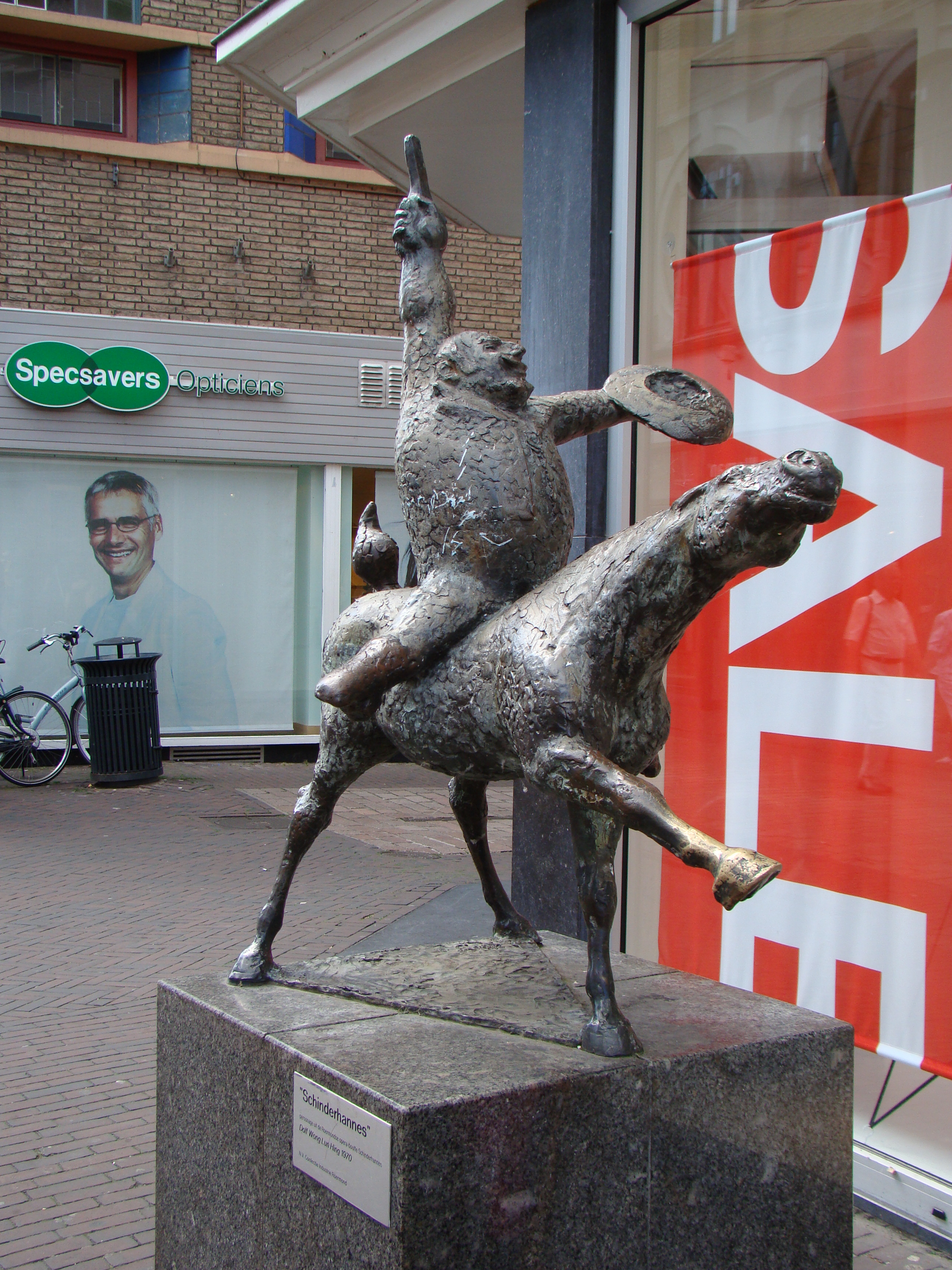
Schinderhannes, Roermond
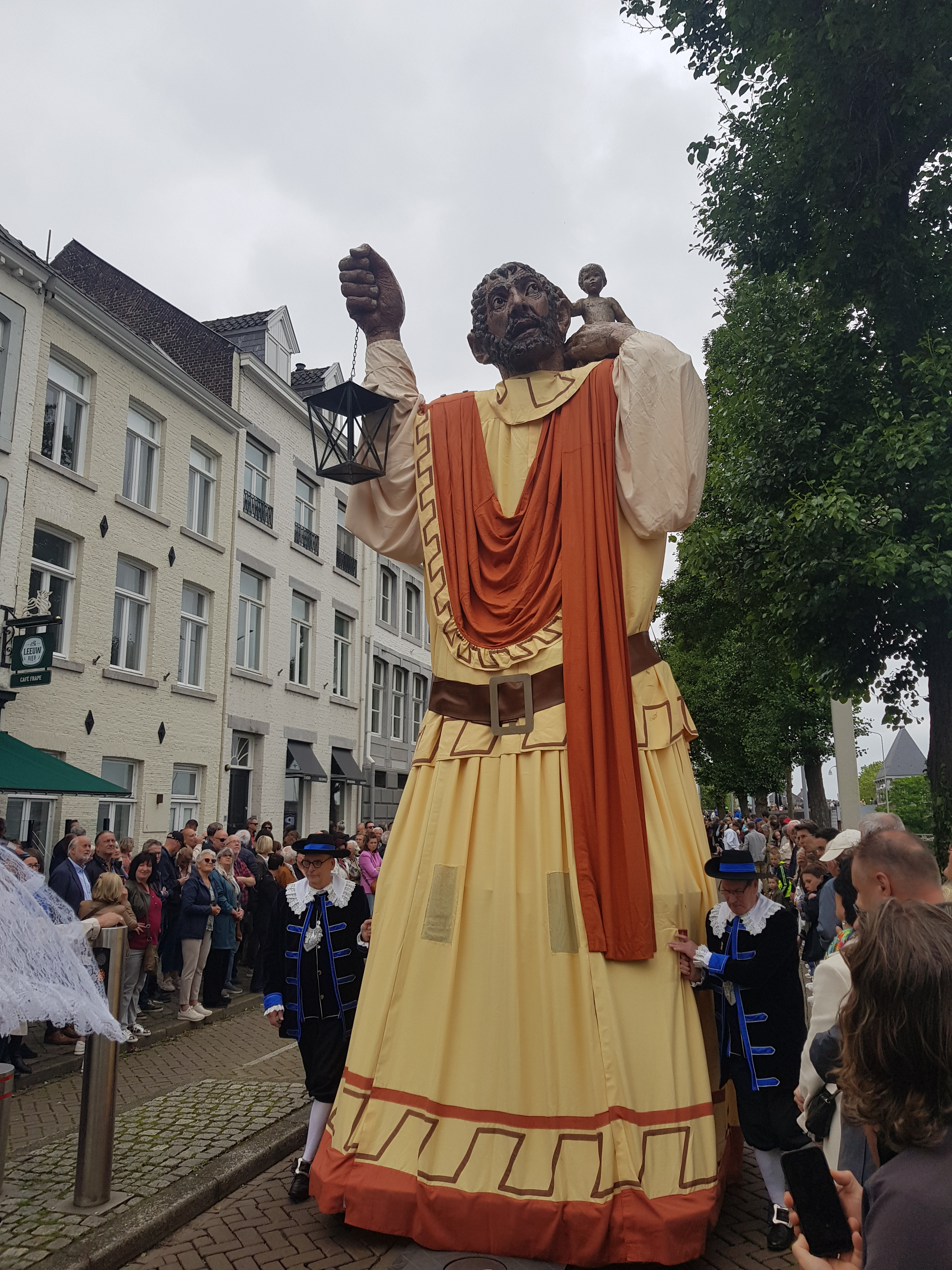
Stadsreus Sjtuf